# 實吉達郎
實吉 達郎（さねよし たつお、1929年（昭和4年）11月29日 - ）は、日本の動物研究家、作家。未確認動物「UMA」の命名者として知られる。
シャーロック・ホームズの研究家でもあり、日本シャーロック・ホームズ・クラブ会員である。

## 経歴
子爵實吉安純の孫として広島県（父の赴任地・呉市）に生まれる。学習院幼稚園から学習院初等科、学習院中等科を経て、東京農業大学卒業後、宮内庁下総御料牧場、野毛山動物園に勤務。
1955年から1962年までブラジルで動物を研究。帰国後、動物作家として活躍。また、数多くのテレビ番組に出演している。
娘はシンガーソングライターのさねよしいさ子、風水鑑定士の佐々木啓乃。

## 著書
- 『野生動物をもとめて テレビ取材班とともに』（大日本図書、大日本ジュニア・ノンフィクション） 1974
- 『動物から推理する邪馬台国』（文化出版局） 1975
- 『UMA 謎の未確認動物』（スポーツニッポン新聞社出版局） 1976

本書にて初めて「UMA」という言葉が使用された。
- 『イヌ』（講談社カラー科学大図鑑） 1980
- 『シャーロックホームズの決め手 - ガス燈に浮かぶ永遠の名探偵 』（青年書館） 1980
- 『シャーロック・ホームズの情報活用学 収集・推理・解決の全戦術』（PHP研究所） 1982
- 『365日昆虫なぜなぜ事典』（啓明書房） 1983、のち改訂新版 1984
- 『おもしろ昆虫ランド』（啓明書房） 1985
- 『おもしろ動物ランド』（啓明書房） 1985
- 『サーベルタイガー 古代の牙王』（石田パンリサーチ出版局） 1986
- 『サバンナのおさな友だち』（実業之日本社、ノンフィクション読物5） 1987
- 『動物故事物語』上・下（河出文庫） 1988
- 『シャーロック・ホームズと金田一耕助』（毎日新聞社） 1988
- 『ネコの博物誌』（東京図書） 1988
- 『新史・動物行動記 ゾウがラクダに水を飲ませた!』（ビジネス社） 1989
- 『動物興亡ミステリア進化史 かつて鳥獣大戦争があった!?』（ビジネス社） 1990
- 『サーベルタイガーとマンモスはどちらが強かったか 古代猛獣たちのサイエンス』（不二本蒼生挿絵、PHP研究所） 1990
- 『キリンの首はなぜ長いのか 動物進化の謎にせまる』（PHP研究所） 1990
- 『西遊記動物園』（六興出版） 1991
- 『世界空想動物記 なぜ人間は彼らを誕生させたのか?』（PHP研究所） 1992
- 『不思議ビックリ 世界の怪動物99の謎』（二見書房、二見WAiWAi文庫） 1992
- 『「不思議 - なぜ?」動物おもしろ百科』（三笠書房、知的生きかた文庫） 1992
- 『本朝美少年録』（光風社出版） 1993
- 『トラ vs ライオン 百獣の王決定戦シミュレーション』（光風社出版） 1994
- 『アフリカ象とインド象 陸上最大動物のすべて』（光風社出版） 1994
- 『動物の超不思議能力 大災害の予知と動物たち』（日本テレビ放送網） 1995
- 『三國志V 武将FILE』（光栄） 1996
- 『中国妖怪人物事典』（講談社） 1996
- 『豪傑水滸伝 梁山泊一〇八星の世界』（コーエーテクモゲームス） 1997
- 『古代猛獣たちのサイエンス 恐竜から人類まで、興亡の大ロマン』（PHP文庫） 1997
- 『封神演義大全』（KODANSHA SOPHIA BOOKS） 1998
- 『怖くて読めない水滸伝 中国の残虐・猛悪の英雄たち』（講談社+アルファ文庫） 2000
- 『人類はいつから強くなったか 古代猛獣との死闘』（祥伝社黄金文庫） 2001
- 『おもしろ動物学者實吉達郎の動物解体新書』（新紀元社） 2004
- 『UMA(未確認動物)解体新書』（新紀元社） 2004
- 『U.M.A. / E.M.A.読本』（新紀元社） 2005
- 『ウソつきな生き物』（来栖美憂著、監修、青春出版社、PLAY BOOKS INTELLIGENCE） 2005
- 『中国の鬼神 - 天地神人鬼』（不二本蒼生画、新紀元社） 2005
- 『本当にいた不思議な生き物 人類と動物の祖先たち』（PHP研究所） 2006
- 『アラビアンナイトストーリー』（新紀元社） 2006
- 『おもしろすぎる動物記 六時虫、凶暴なブタ、伝説の毒鳥、陸を行く魚…』（ソフトバンククリエイティブ、サイエンス・アイ新書） 2008
- 『左ききのトリセツ(取扱説明書)』（グラフ社） 2008
- 『危険生物超百科』（ポプラ社、これマジ?ひみつの超百科1） 2014
- 『へんな生きもの超百科』（ポプラ社、これマジ?ひみつの超百科4） 2014
- 『妖怪大百科 元祖』（竹書房）2014
- 『日本人と動物の歴史 日本人にとって動物とは何か』（カンゼン）2020
- 『いきもの必殺技図鑑』（カンゼン）2021
- 『激震バトル! 外来 vs 在来 最強生物決定戦』（新星出版社）2022

### 「本当にいる」シリーズ
- 『本当にいる世界の「超危険生物」案内』（笠倉出版社） 2012
- 『本当にいる地球の「超巨大生物」案内』（笠倉出版社） 2013
- 『本当にいる地球の「殺人植物」案内』（笠倉出版社） 2013
- 『本当にいる世界の「新種生物」案内』（笠倉出版社） 2014
- 『本当にいる地球の「寄生生物」案内』（笠倉出版社） 2014
- 『本当にいる世界の超危険生物大図鑑』（笠倉出版社） 2015

### 「最強王図鑑」シリーズ
「最強王図鑑シリーズ」全14冊のうち、下記第一期から第二期の監修を担当（Gakken）
- 『動物最強王図鑑』
- 『絶滅動物最強王図鑑』
- 『恐竜最強王図鑑』
- 『妖怪最強王図鑑』
- 『昆虫最強王図鑑』
- 『幻獣最強王図鑑』
- 『異種最強王図鑑』

## 論文
- 国立情報学研究所収録論文 国立情報学研究所

## 出演

### テレビ番組
- ビートたけしのTVタックル
- 世界一受けたい授業
- ザ・ベストハウス123
- ビートたけしの禁断の大暴露!!超常現象(秘)Xファイル